# Ihsim (nahija)
Nahija Ihsim (ar. ناحية إحسم‎)  je nahija u okrugu Ariha, u sirijskoj pokrajini Idlib. Po popisu iz 2004. (prije rata), nahija je imala 65.409 stanovnika. Administrativno sjedište je u naselju Ihsim.